# Mob.Inc.
Mob.Inc. sind ein deutschsprachiges Rapperduo aus Bremerhaven, bestehend aus den Geschwistern E.ZY und Brasco. Sie stehen momentan bei SickNoize Records unter Vertrag.

## Musikalischer Werdegang
Die gebürtigen Bremerhavener E.ZY und Brasco sind seit 2002 aktiv am Mikrofon und bilden seitdem die Gruppe Mob.Inc.
„Symbiose des Bösen“ hieß die erste Demo-CD der beiden Geschwister, welches sowohl bei der hiesigen Untergrundrap-Hörerschaft als auch bei der Fachpresse auf positive Resonanz stieß. Als Gäste auf dem Album waren u. a. Taichi, JAW und Boz vertreten. Das Album erschien auf dem Dresdner Label Rapz-Records. Seit diesem Release war die Gruppe auf diversen anderen Tonträgern vertreten, u. a. auf DJ Tomekk „Next Generation“. Auf diesem Sampler sind auch weitere namhafte Künstler wie Bushido, Chakuza oder Sentino vertreten. Trotz vieler weiterer Veröffentlichungen und einer wachsenden Fangemeinde hat die Gruppe bisher nicht den großen Durchbruch geschafft. 2012 veröffentlichte Mob.Inc. das Album „Gomorra“. Qualitativ und von der medialen Resonanz konnte das Album nicht an alte Erfolge anknüpfen. Am 30. Januar 2015 ist ein weiteres Album namens „Veritas“ über Sicknoize Records und Groove Attack erschienen.

## RBA
Deutschlandweit machten sie auf sich aufmerksam durch ihre Teilnahme an der Reimliga Battle Arena.
Dabei benutzten beide Rapper Pseudonyme. E.ZY war aktiv unter dem Namen „Vanilla Ice“, Brasco war als „Mack Jigga“ unterwegs. Von 2003 bis 2007 bestritten sie äußerst erfolgreich ihre Battles und können u. a. auf Auseinandersetzungen gegen F.R., Boz oder auch Pitvalid zurückblicken. Dabei gelang es Brasco eine Top-20-Platzierung in der höchsten Niveaustufe zu erringen, während sein Bruder E.ZY über mehrere Monate hinweg als Nummer 1 die Liga angeführt hat und mit dieser Platzierung seine aktive Karriere beendet hat.

## Live
Ferner machte sich die Combo auch durch Liveauftritte einen Namen. So waren sie nicht nur als Voract von Künstlern wie Snaga & Pillath auf der Bühne, sondern konnten sich auch für das Finale des Bandcontests „King of Bremen 2007“ qualifizieren. Zudem belegten sie den zweiten Platz in der Vorrunde des „Rheinhiphop Jamsession Contests 2006“ in Bremen.
Seit 2005 arbeiten die beiden deutsch-Afghanen mit dem Produzenten Beatbaron aus München zusammen. 2006 entschlossen sich beide Seiten ein Kollaborations-Album zu veröffentlichen.

## Albumarbeit / Gastauftritte
„Spiel ohne Regeln“ sollte das erste offizielle Mob.Inc.- Album heißen und u. a. Featureparts von EX-Selfmade-Künstler Shiml und Raplegende Crak von No Remorze beinhalten. Der Release war für Ende 2007 angesetzt. Das Streetvideo zu der Single „Guck aus dem Fenster“ hatte innerhalb weniger Wochen schon weit mehr als 30.000 Klicks auf Youtube.
Neben der Arbeit am Album kamen sie der Anfrage von DJ Tomekk nach und waren auf dessen Album Next Generation neben Bushido, Sentino sowie Chakuza zu hören. Ihr Beitrag Überall Gunfight war eine deutsche Neuauflage des Mobb-Deep-Songs Hell on Earth.
Aus gesundheitlichen Gründen wurde die Veröffentlichung für das gemeinsame Album immer wieder verschoben.
In der Zwischenzeit sorgte E.ZY mit seinen Parts auf dem Beatbunker Sampler Vol. 1 „Kein Ende in Sicht“, welches 2007 erschien und nach wenigen Wochen ausverkauft war, für Aufsehen. So prognostizierte das renommierte HipHop-Magazin Juice den Künstlern eine hoffnungsvolle Zukunft.

## Comeback
2012 wurde ihr Song „Hometown“, produziert von Beatbaron, über Nacht zur inoffiziellen Hymne ihrer Heimatstadt Bremerhaven. Lokale Radiostationen wie Energy Bremen oder Radio Bremen sorgten für noch mehr Aufmerksamkeit, TV-Beiträge vom NDR und Sat.1 folgten.
Zur Fußball-Europameisterschaft 2012 veröffentlichten sie den Song 12. Mann zusammen mit dem Sänger Adrian Jose. Dieser war der offizielle EM-Song der Radiostation von Energy Bremen. Nach Abstimmung auf dem Portal Hiphop.de wurde der Song auf Platz 2 der beliebtesten Hip-Hop-Songs zur EM gewählt. Sieger wurde Azads Song Alle Mann, doch immerhin konnten sie sich vor Kay One platzieren.
Am 6. August 2012 veröffentlichten Mob.Inc. ihr erstes offizielles Studioalbum namens Gomorra über Sicknoize Records. Als ausführender Produzent war DJ Kaoz von No Remorze tätig.
Das Album erhielt unter anderem auf Laut.de eine Bewertung von 3 aus 5 möglichen Punkten.
Am 30. Januar 2015 veröffentlichten Mob.Inc. ihr zweites Studioalbum namens Veritas über Sicknoize Records. Executive Producer war wieder Dj Kaoz, als Featuregast war unter anderem BOZ auf dem Album vertreten.

## Diskographie
- 2005 – Mob.Inc. – Symbiose des Bösen
- 2005 – Taichi – Schnell im Biz
- 2006 – JAW – Schock fürs Leben
- 2007 – Beatbunker – Kein Ende in Sicht
- 2007 – DJ Tomekk – Next Generation
- 2012 – Mob.Inc. – Gomorra
- 2015 – Mob.Inc. – Veritas